# جولیا دمپسی
جولیا دمپسی (انگلیسی: Julia Dempsey؛ ‏ ۱۴ مارس ۱۸۵۶ – ۲۹ مارس ۱۹۳۹) مشهور به «خواهر مری جوزف» یک خواهر روحانی و پرستار اهل ایالات متحده آمریکا بود. وی که تحصیلات دانشگاهی نداشت و پرستاری را به‌صورت تجربی از باتجربه‌ترین پرستار شهر آموخته بود، خیلی زود سرپرستار و دستیار جراحی ویلیام جیمز مِـیو (یکی از بنیان‌گذاران مایو کلینیک) شد. «حتی بدون آموزش رسمی، او یک پرستار عالی بود. مِـیو خاطرنشان کرد که قضاوت بالینی جراحی او با هر مرد پزشکی برابر است و خواهر مری در بین تمام دستیارانش رتبه اول را داشت.» خواهر مری جوزف تا سال ۱۹۱۵ دستیار او باقی ماند. او از سال ۱۸۹۲ مدیر خدمات پرستاری (مترون) بیمارستان بود و «مدرسه آموزشی بیمارستان سنت مری برای پرستاران» را در سال ۱۹۰۶ بنیان نهاد.
امروزه نام او در علم پزشکی به‌خاطر گره‌های خواهر مری جوزف ماندگار شده که گرهک‌های قابل لمسی اطراف ناف است که در نتیجهٔ متاستاز سرطان در شکم یا لگن خاصره پدیدار می‌شوند. او توجه ویلیام جیمز مِـیو را به این برآمدگی‌ها جلب کرد و این جراح مقاله ای در مورد آن در سال ۱۹۲۸ منتشر کرد. سرانجام نام این خواهر روحانی در سال ۱۹۴۹ توسط جراح بریتانیایی هنری همیلتون بیلی بر روی این توده‌ها گذاشته شد و تا به امروز به همین نام شناخته می‌شود.